# Randonnée pédestre à La Réunion

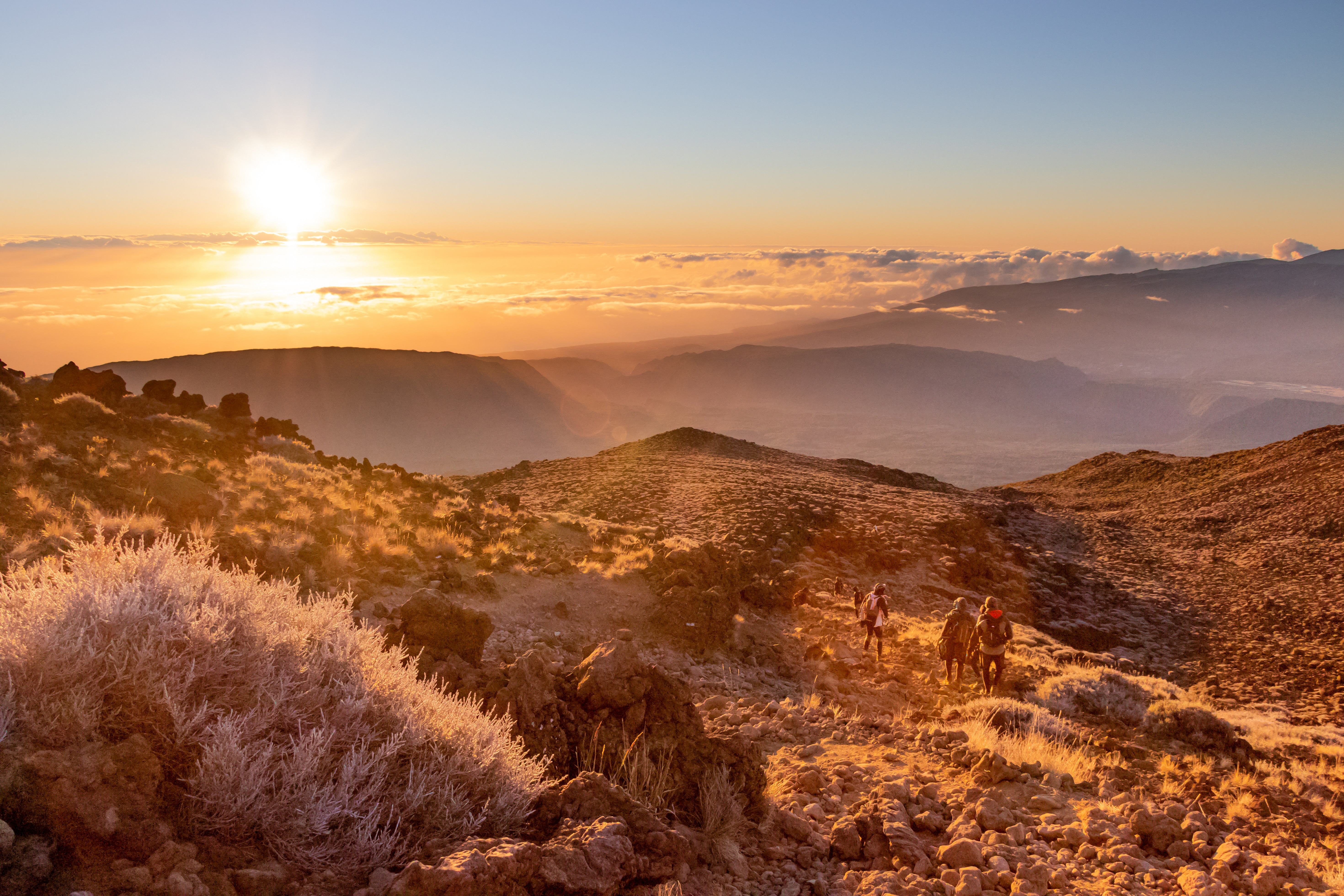
Patrimoine naturel mondial de la Réunion avec ses paysages intérieurs extraordinaires.

La randonnée pédestre est une activité sportive de pleine nature très pratiquée sur l'île de La Réunion, département d'outre-mer français dans le sud-ouest de l'océan Indien. De fait, elle constitue l'activité-phare  dans un vaste choix de sports de plein air proposés aux visiteurs, et elle séduit par ailleurs de plus en plus de pratiquants locaux depuis la fin des années 1990.
Il existe de nombreuses randonnées accessibles à tous les publics, courtes et comportant peu de dénivelés. Mais certains parcours requièrent toutefois une bonne condition physique tant le relief montagneux que l'on trouve dans les Hauts peut se révéler escarpé.

## Pratique

### Histoire
Le développement de la randonnée en tant que discipline de loisir est relativement récent à La Réunion. Il va de pair avec le développement d'un tourisme « vert », qui vient compléter le tourisme balnéaire, dit tourisme « bleu ». Néanmoins, si l'on en croit André Jean Benoît, auteur d'une histoire du sport dans les îles des Mascareignes, les randonnées et excursions en montagne connurent dès l'Entre-deux-guerres un essor certain à La Réunion, les scouts les développant à compter de 1926, et surtout à partir de 1934, quand leur mouvement prend de l'ampleur. Désormais, pendant les vacances, on organisait des camps et des randonnées dans les cirques pour les louveteaux.
De fait, les Hauts de l'île étaient désormais considérés comme un refuge idéal pour les enfants malingres, et des voies furent inaugurées à la même époque : en 1919, on ouvrit le sentier entre Hell-Bourg et la caverne Mussard ainsi que celui qui reliait par ailleurs Cilaos à la caverne Dufour, la voie actuelle menant au Piton des Neiges. De même, le chemin d'accès menant au volcan appelé Piton de la Fournaise fut inauguré en 1928. Mais il ne semble pas, d'après André Jean Benoît, que ces sentiers furent très empruntés.

### Fréquence et durée
Si l'on en croit Muriel Augustini et Olivier Bessy, la saison chaude, humide et moins ventée qui s'étend de novembre à avril est assez favorable à la plongée, au surf, au parapente, au canoë-kayak, « alors que la saison sèche, plus fraîche et plus ventée (mai-octobre) est davantage favorable aux randonnées équestre et pédestre, au VTT, à l'escalade, au canyoning et à la voile ». C'est également ce que soulignaient Patrick Bouchet et Jean-Christophe Gay dès 1998 : « La période la plus propice à la randonnée est la saison fraîche de mai à novembre : c'est le moment où sont organisés les grands raids pédestres. » À cette époque de l'année, les sentiers ne sont pas boueux, il pleut moins. À tel point qu'à Mafate, dont les gîtes ne sont fréquentés que par les marcheurs, « la période janvier-mars est généralement considérée comme une "saison creuse" ».
Ce fait est confirmé par Isabelle Musso, qui écrit à ce sujet que « les mois creux sont essentiellement les mois de février, mai et juin où ni les locaux ni les touristes ne fréquentent les hébergements touristiques, les zones balnéaires et les sentiers de randonnée ». De même, les chiffres recensant le nombre de nuitées passées dans les gîtes de montagne à La Réunion en 1997 confirment que c'est bien cette période qui est la moins favorable à la randonnée, et ils indiquent que c'est précisément février le mois de l'année qui lui est le moins propice. À l'inverse, août est clairement le mois qui lui est le plus propice, suivi d'octobre et de novembre, à parité. Et la fréquentation des gîtes est tout de même 5,3 fois plus forte en août qu'en février.

### Équipement

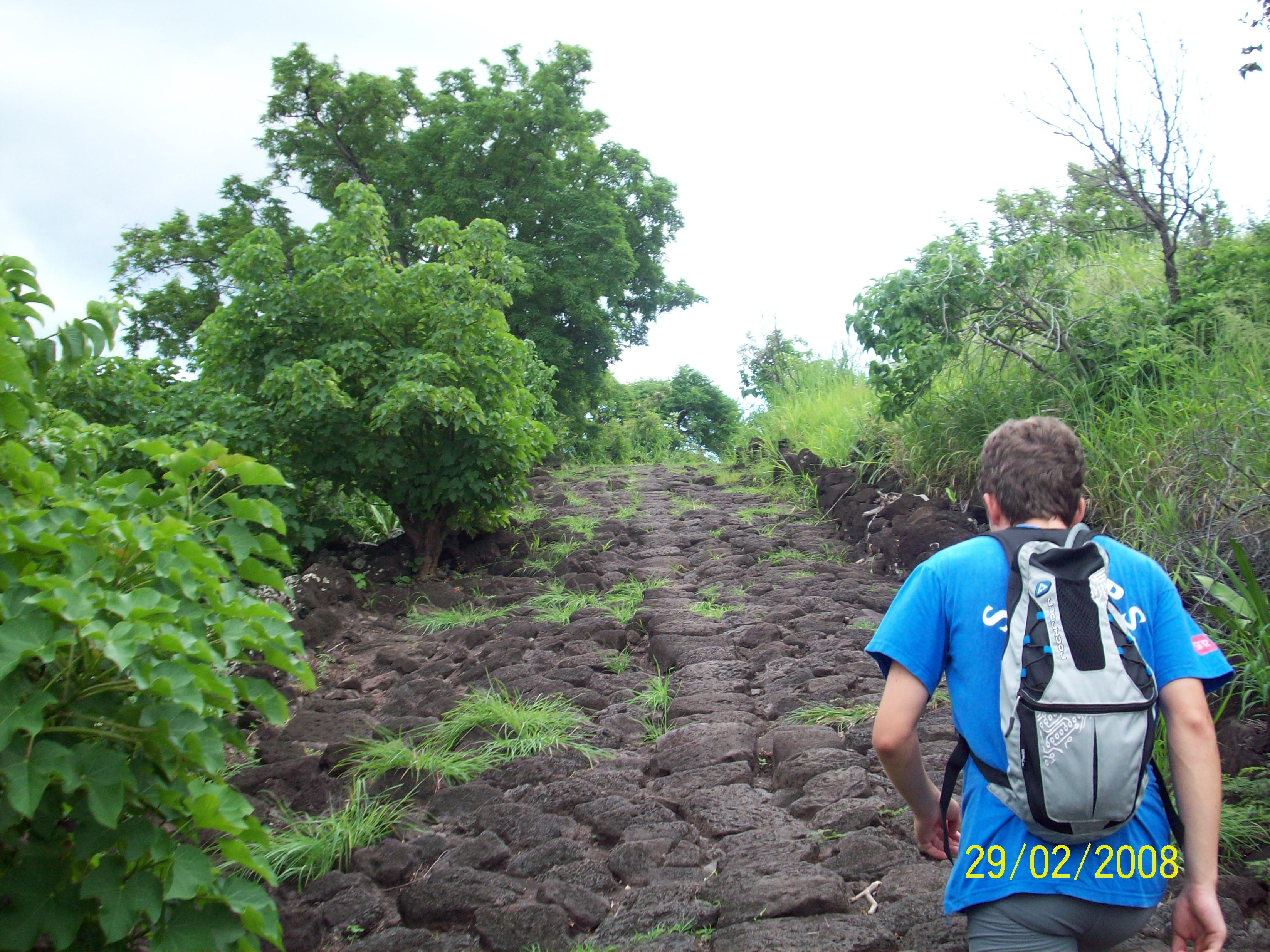
Un marcheur portant un sac de randonnée sur le chemin Crémont.

## Pratiquants

### Nombre

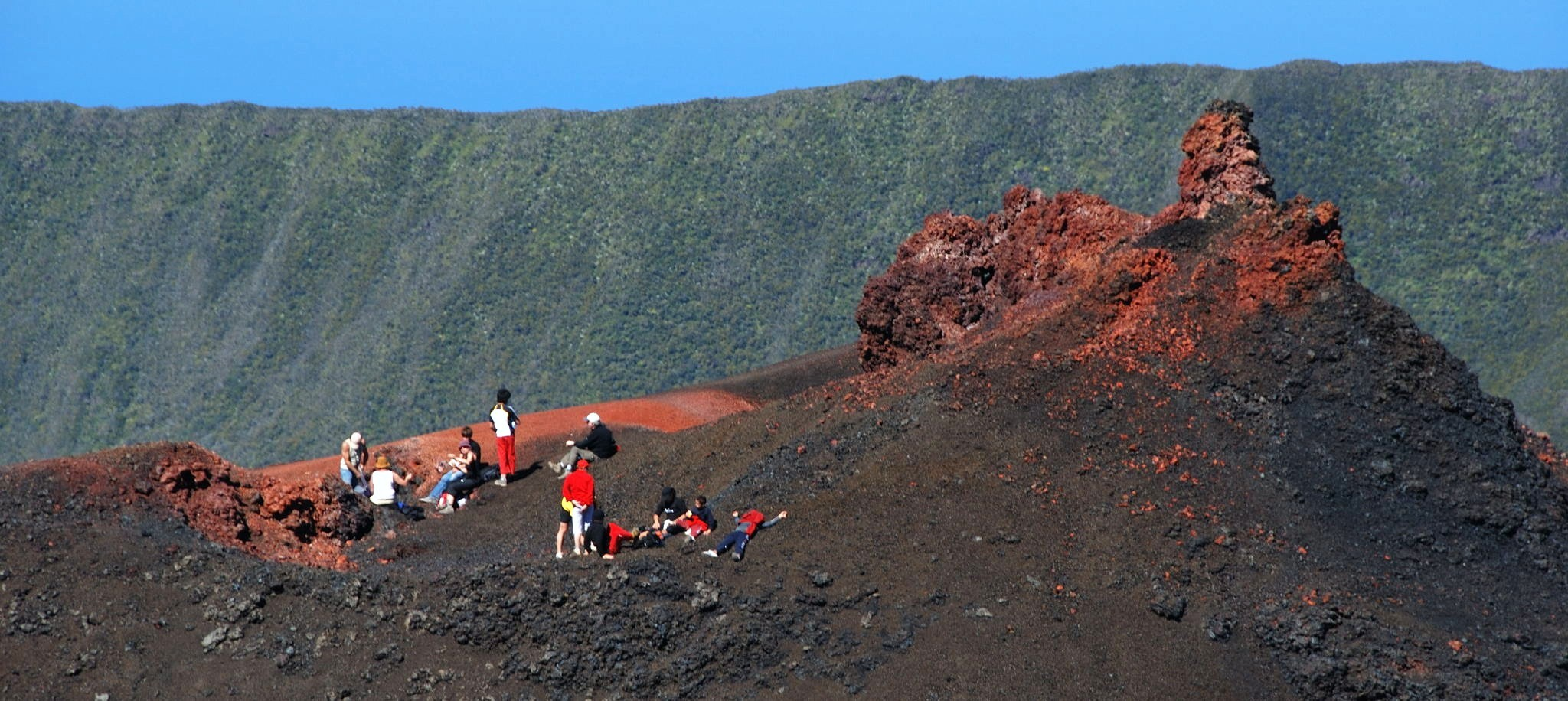
Un groupe de randonneurs se reposant sur un cône volcanique de l'Enclos Fouqué.

En 2003, selon Muriel Augustini et Olivier Bessy, il n'y avait que 861 licenciés de la Fédération française de randonnée pédestre à La Réunion, contre 160 000 sur l'ensemble du territoire national. Les licenciés réunionnais ne représentaient donc que 0,5 % de l'ensemble des licenciés de France. À part la voile, pour laquelle elle n'était que de 0,4 %, aucun des autres sports nature étudiés par les deux chercheurs ne présentait une proportion aussi faible de licenciés réunionnais dans l'ensemble français. Les Réunionnais représentaient jusqu'à 8,4 % des 10 000 licenciés français de surf et de sports dérivés cette même année 2003.
Avec ces 861 licenciés, la randonnée pédestre captait tout de même, cependant, 12,0 % des 7 154 adhérents réunionnais à l'une ou l'autre des fédérations représentant les dix sports nature étudiés, un chiffre qui inclut bien évidemment plusieurs fois toutes les personnes licenciées de plusieurs fédérations. Mais cela restait moins que les 14,0 % captés par le canoë-kayak, qui comptait donc 1 000 licenciés, mais surtout que les 31,2 % attirés par la plongée, qui avait précisément 2 232 licenciés. Si l'on se fie au nombre de ses licenciés, la randonnée n'était donc que le troisième sport nature le plus pratiqué à La Réunion en 2003, le même critère la plaçant au deuxième rang ex æquo derrière la voile en France, avec cette fois 22,8 % du nombre total de licenciés des dix sports nature étudiés.
En fait, le nombre de licenciés rapporté au nombre de pratiquants effectifs était particulièrement faible à La Réunion : ce rapport était de 0,3 % à peine, alors qu'il était de 1,1 % en France, également pour la randonnée, ou encore de 27,3 % sur l'île même, mais cette fois pour la voile, qui détenait le record local des sports nature étudiés en la matière. On estimait en effet à 312 920 le nombre total de pratiquants à La Réunion. Cela représentait cette fois 2,1 % du nombre total de pratiquants à l'échelle nationale, estimé à 15 millions. La randonnée n'était plus dépassée, suivant ce nouveau critère, que par le parapente, qui captait localement 20,8 % des pratiquants de France, le surf et ses dérivés, qui en faisaient autant de 14,5 % de tous ses pratiquants dans le pays, et enfin la plongée, qui recensait à La Réunion 8,2 % de ses adeptes.
La randonnée était surtout très clairement le sport nature le plus pratiqué à La Réunion en 2003, comme c'était d'ailleurs le cas en France. La part qu'elle prenait dans l'ensemble des pratiquants des dix sports étudiés était de 61,9 %, soit un pourcentage supérieur à celui de 61,1 % enregistré en France : la randonnée séduit dans l'île davantage d'adeptes des sports nature que dans l'ensemble du pays, un état de fait qui est sans doute dû à la non prise en compte dans ces pourcentages des sports d'hiver, par exemple. Quoi qu'il en soit, la randonnée pédestre distance la plongée, qui arrivait au deuxième rang bien loin derrière avec 51 712 pratiquants, soit 10,2 % du total étudié à peine.

### Origine géographique
Sur l'ensemble des 312 920 randonneurs comptabilisés dans l'île durant l'année 2003, 120 000, c'est-à-dire 38,3 % d'entre eux, étaient des résidents de l'île, et 192 920, c'est-à-dire les 61,7 % restants, étaient des touristes extérieurs. À La Réunion, la randonnée pédestre attirait donc bien plus de touristes extérieurs que de résidents. Seul le parapente attirait une proportion encore plus grande de touristes venus de l'extérieur de l'île, de 71,2 %. Cette inégalité est également constatable en observant les participants au Grand Raid : « 62 % des participants sont originaires de la métropole et seulement 28 % de La Réunion. »
Dans le même temps, les randonneurs représentaient jusqu'à 70,4 % du nombre total cumulé des pratiquants des 10 sports nature étudiés parmi les touristes extérieurs. En fait, pour ces touristes extérieurs, les chiffres manipulés proviennent d'une enquête réalisée auprès des touristes non-résidents en 2001. Sur 424 000 touristes, 70 % déclaraient alors avoir pratiqué au moins une activité physique sportive ou un sport de plein air motorisé, ce qui faisait 296 800 touristes au total. Sur ce total, 65 % s'adonnaient à la randonnée pédestre.

### Sorties
Muriel Augustini et Olivier Bessy estiment à un million le nombre total de sorties qu'ont effectué les randonneurs en 2003, ce qui fait 60,1 % de toutes les sorties enregistrées dans les dix sports étudiés, soit tout de même moins que la part des randonneurs dans l'ensemble des pratiquants. Cela faisait quand même 3,2 sorties par pratiquant par an, un chiffre moyen. La Maison de la Montagne et de la Mer parle quant à elle de son côté en 2004 de seulement un million de journées par an sur les sentiers pour l'ensemble des randonneurs.
Si ces sorties ne sont ni spécialement nombreuses ni spécialement peu nombreuses, on peut penser qu’elles sont plutôt longues au regard de celles qui sont réalisées dans le cadre d’autres sports nature. Ainsi, en 1998, Patrick Bouchet et Jean-Christophe Gay signalaient sur un schéma que de toutes les activités de loisirs pratiquées par les touristes extérieurs dans l’île la grande randonnée était effectivement la plus longue, avec une moyenne de 10 jours pour chaque sortie. Les résidents lui consacraient quant à eux peut-être 2 jours et demi en moyenne, mais on enregistrait tout de même de leur part des sorties plus longues, dans le cadre de sports motorisés à la pratique nettement plus confidentielle. D'après les deux auteurs, en 1998, la grande randonnée ne séduisait pourtant qu'environ 15 000 touristes extérieurs et 10 000 locaux, ce qui n'en faisait que leur troisième activité de loisir en nature après le pique-nique et les promenades et visites.
Si les différents chiffres donnés d'une part par Olivier Bessy et Olivier Naria et d'autre part par Patrick Bouchet et Jean-Christophe Gay n'ont qu'un tant soit peu de rapport entre eux, cela signifie que le nombre de randonneurs a explosé au tournant du siècle à La Réunion, et même si on considère que le terme « grande randonnée » utilisé par les seconds ne couvre qu'une partie de ce que couvre le mot « randonnée pédestre » employé par les premiers. Ceci est d'autant plus probable que des chiffres parus dans des travaux légèrement antérieurs d'Olivier Bessy et Olivier Naria, qui ont visiblement été corrigés à la baisse en 2003, font état dès 2002 d'encore plus de randonneurs, non pas de 312 920 mais de 392 920, parmi lesquels cette fois une majorité de locaux : ils auraient été au nombre de 200 000.

### Profil sociologique

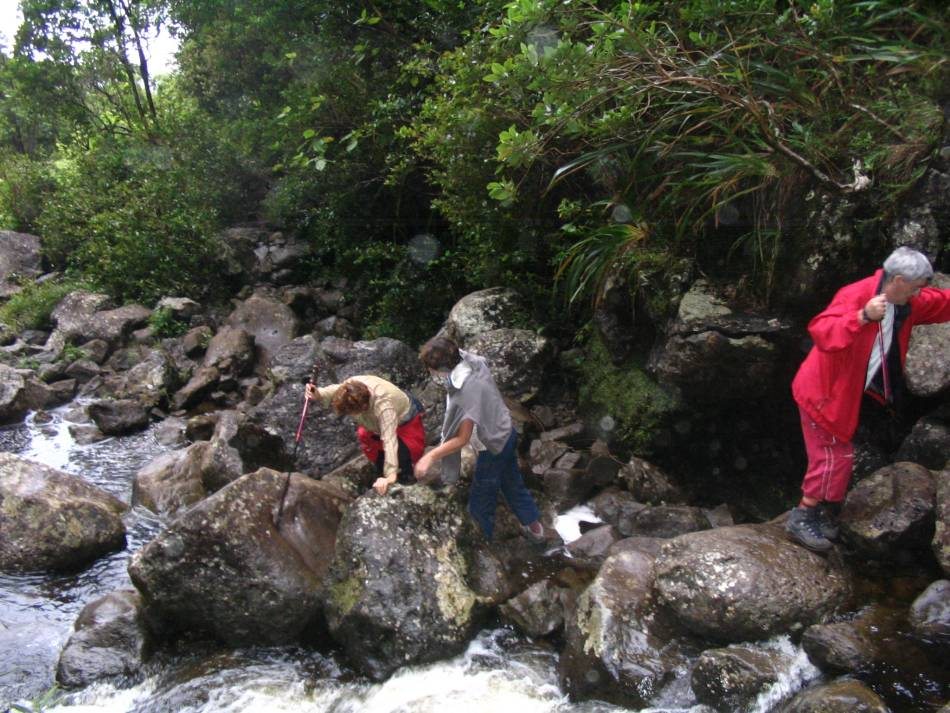
Des pratiquants d'un certain âge sur le sentier facile de la Cascade Biberon.

Pour Olivier Bessy et Olivier Naria, « le décryptage des modalités de pratique confirme les tendances d'évolution actuelles faisant des sports nature l'un des symboles les plus remarquables de la modernité sportive. En permettant une mise en jeu quasi immédiate, ils répondent, en effet, à un besoin de consommation rapide et diversifié du geste sportif fortement exprimé aujourd'hui. À cet égard, les adeptes de la randonnée pédestre, du VTT, et de l'escalade ou encore de la plongée et du surf développent des modalités extrêmement plurielles et variables vis-à-vis d'eux-mêmes et d'autrui », que ce soit dans le temps comme dans l'espace. « La fréquence de pratique est fluctuante pour 65,7 % d'entre eux, comme le mode de sociabilité qui alterne recherche de solitude et partage de ses émotions. C'est cependant la sociabilité amicale qui est la plus exprimée (81 %), devant la sociabilité familiale (48,7 %) et la pratique solitaire (38 %). Ce résultat prend à revers les idées reçues selon lesquelles les nouveaux sportifs seraient des individualistes forcenés ».

## Sites

### Topologie

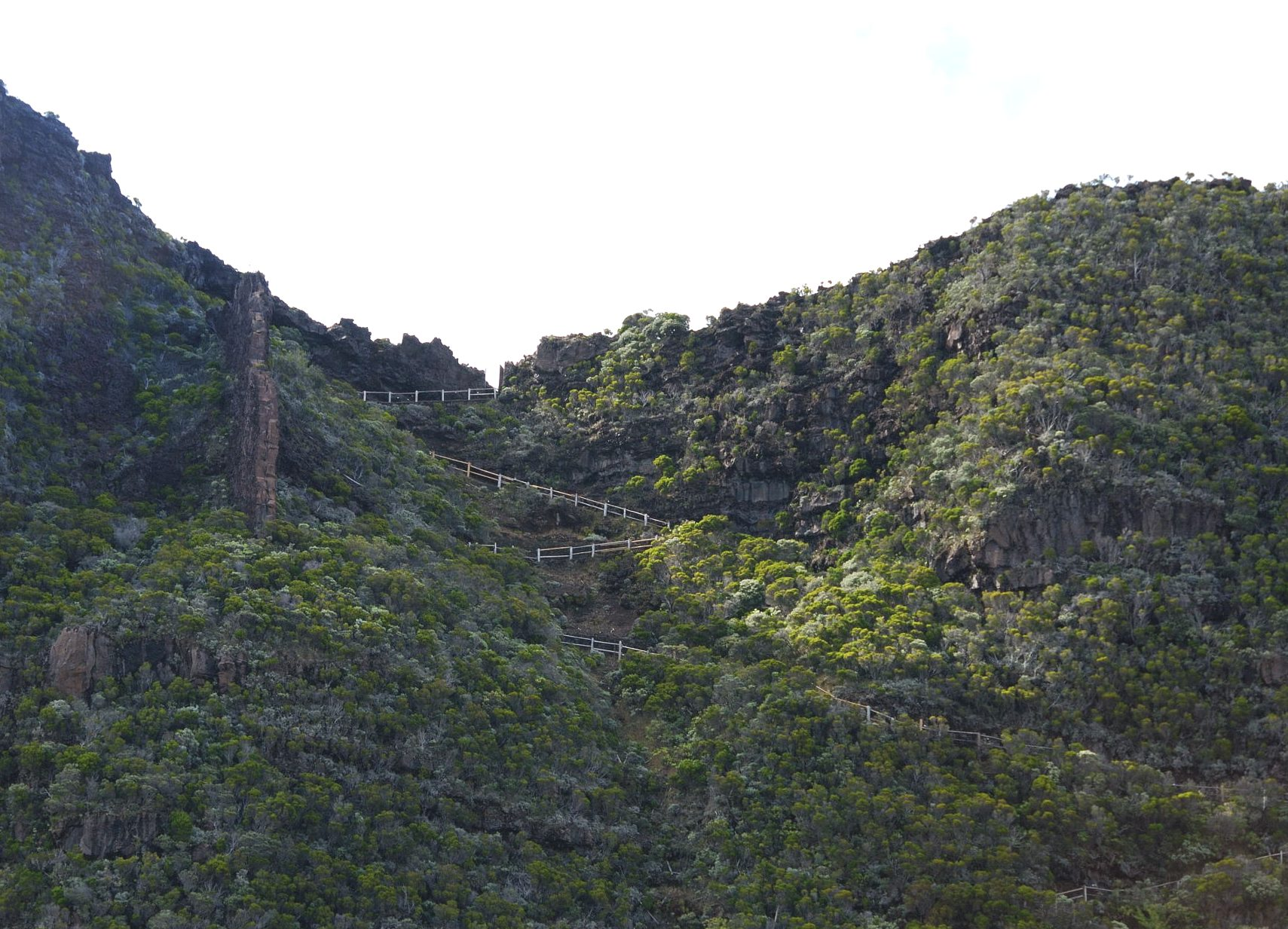
L'escalier du Pas de Bellecombe-Jacob.

Certains sites inaccessibles en voiture sont particulièrement prisés, le plus renommé étant le cirque naturel de Mafate, accessible depuis Salazie, Cilaos, Dos d'Âne, le Maïdo ou la Rivière des Galets... Il reçoit environ 80 000 randonneurs chaque année.

### Paysages
On peut voir de très beaux paysages depuis les nombreux belvédères :

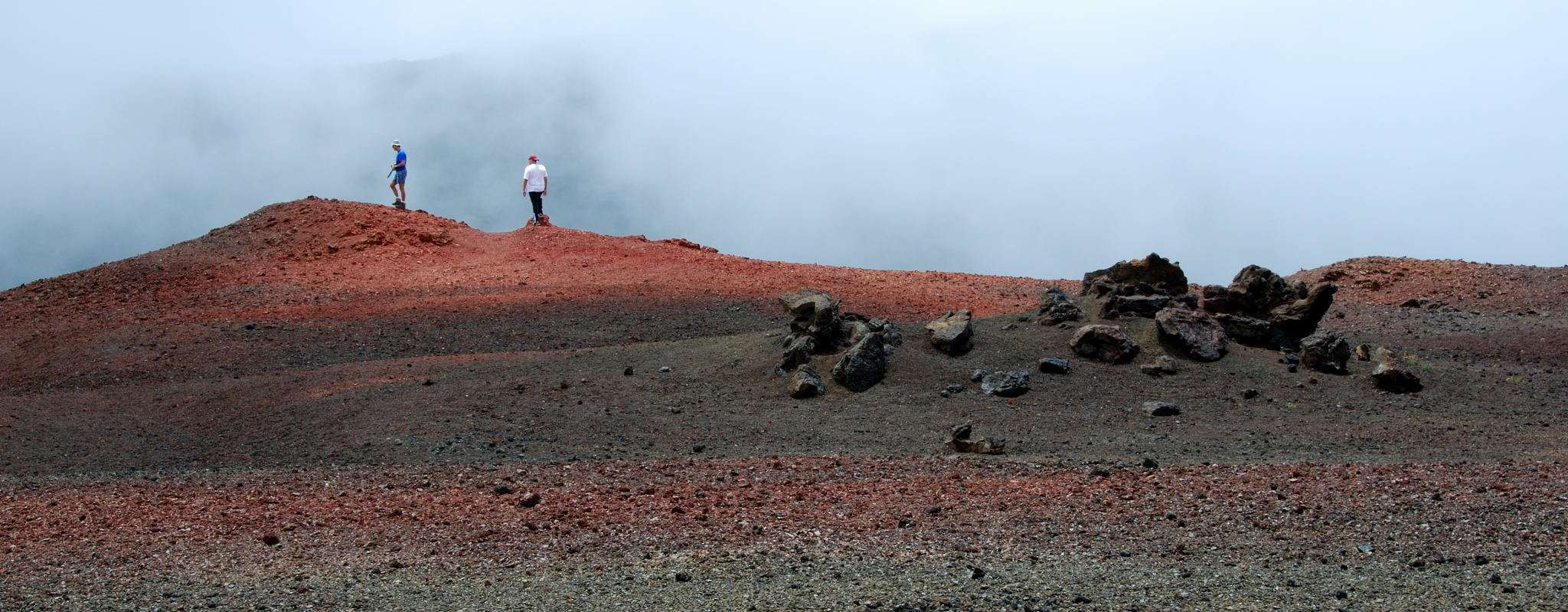
Des marcheurs dans le paysage volcanique de la Plaine des Sables.

- Le Maïdo ;
- Bois-Couvert ;
- Gîte de Bélouve
- Trou de fer ;
- Roche merveilleuse ;
- Fenêtre des Makes ;
- Pas de Bellecombe-Jacob;
- Pas des Sables ;
- Rivière des Remparts ;
- Rivière des Marsouins;
- L'Éden ;
- Takamaka...

### Faune et flore

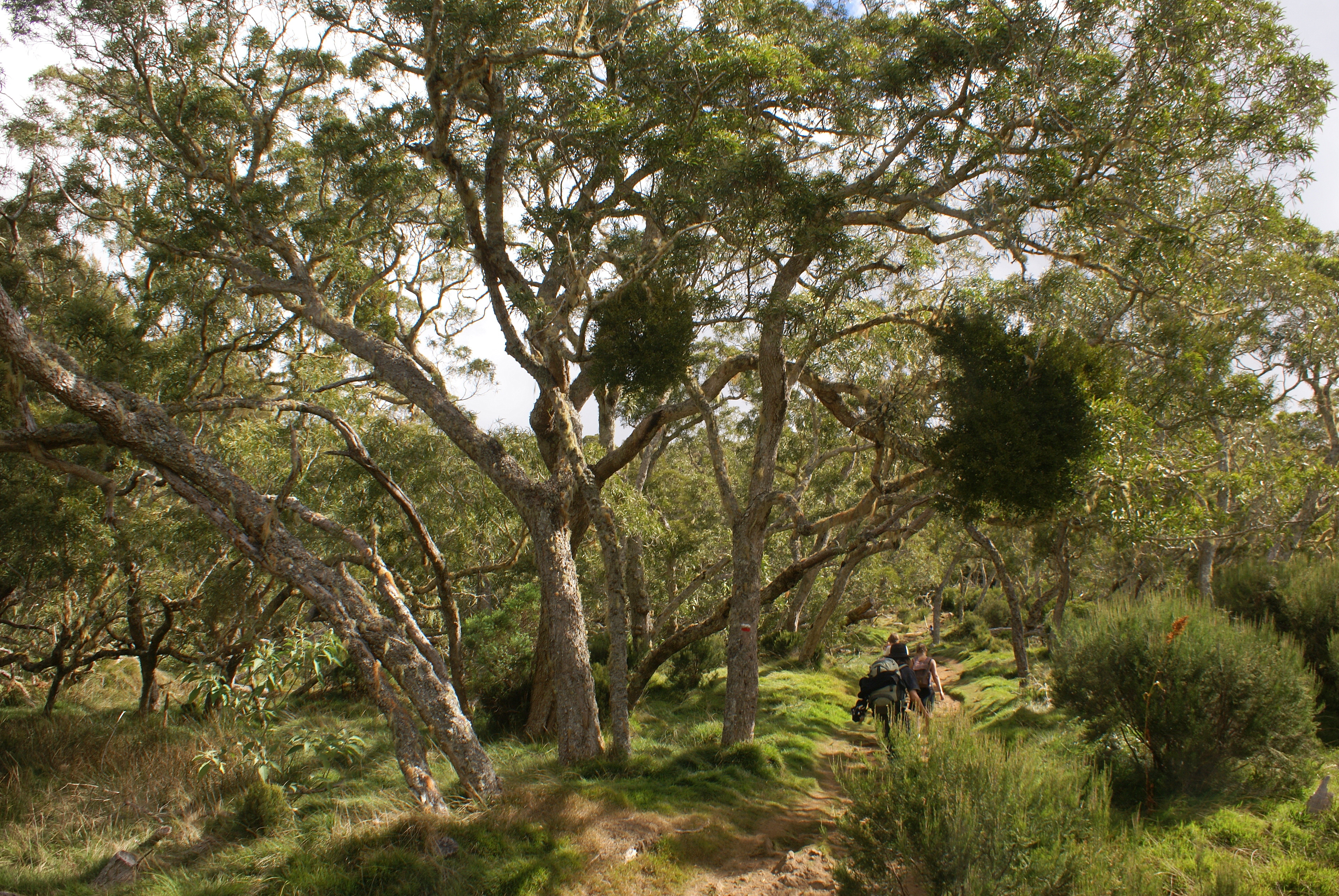
Des marcheurs sous les tamarins des Hauts.

La faune et la flore de La Réunion sont particulièrement intéressantes à cause du fort taux de sujets endémiques, c'est-à-dire des plantes et des animaux qui se sont adaptés aux conditions particulières de l'île au terme d'une évolution spécifique. Sur environ 1 000 espèces de plantes, plus de 30 % sont endémiques.
La Réunion est également remarquable par la diversité de ses sites naturels, c'est-à-dire non perturbés par l'Homme. On en recense 27 types différents, dont de nombreux sites forestiers : forêt tamarinale, de montagne, humide, de moyenne altitude, semi-sèche des fonds de cirque et tropicale de basse altitude, fourrés perhumides à Pandanus. 
En ce qui concerne la faune, on trouve peu de vertébrés ; les invertébrés, en revanche, coléoptères ou papillons, sont particulièrement intéressants : sur 1 355 coléoptères, 844 sont endémiques. Quant aux oiseaux, sur dix-huit espèces terrestres, dix sont endémiques. La réserve de la Roche Écrite a notamment été instaurée pour protéger l'habitat du tuit-tuit en voie de disparition, le biotope de Petite-Île pour protéger les oiseaux marins et 18 hectares du massif du piton des Neiges qui servent d'habitat au pétrel de barau sont également protégés. 
En concertation avec les agents et les scientifiques de l'Office national des forêts (ONF), des sentiers de randonnée ont été organisés dans des biotopes sensibles de l'île, par exemple la forêt de Bélouve. Des passerelles en bois obligent les randonneurs à rester sur le sentier et évitent le piétinement des racines ou des plantes de sous-bois. Dans certaines zones, des équipes tentent de nettoyer les forêts des pestes végétales importées (notamment la vigne marronne) qui s'y développent aux dépens des endémiques.

## Infrastructures

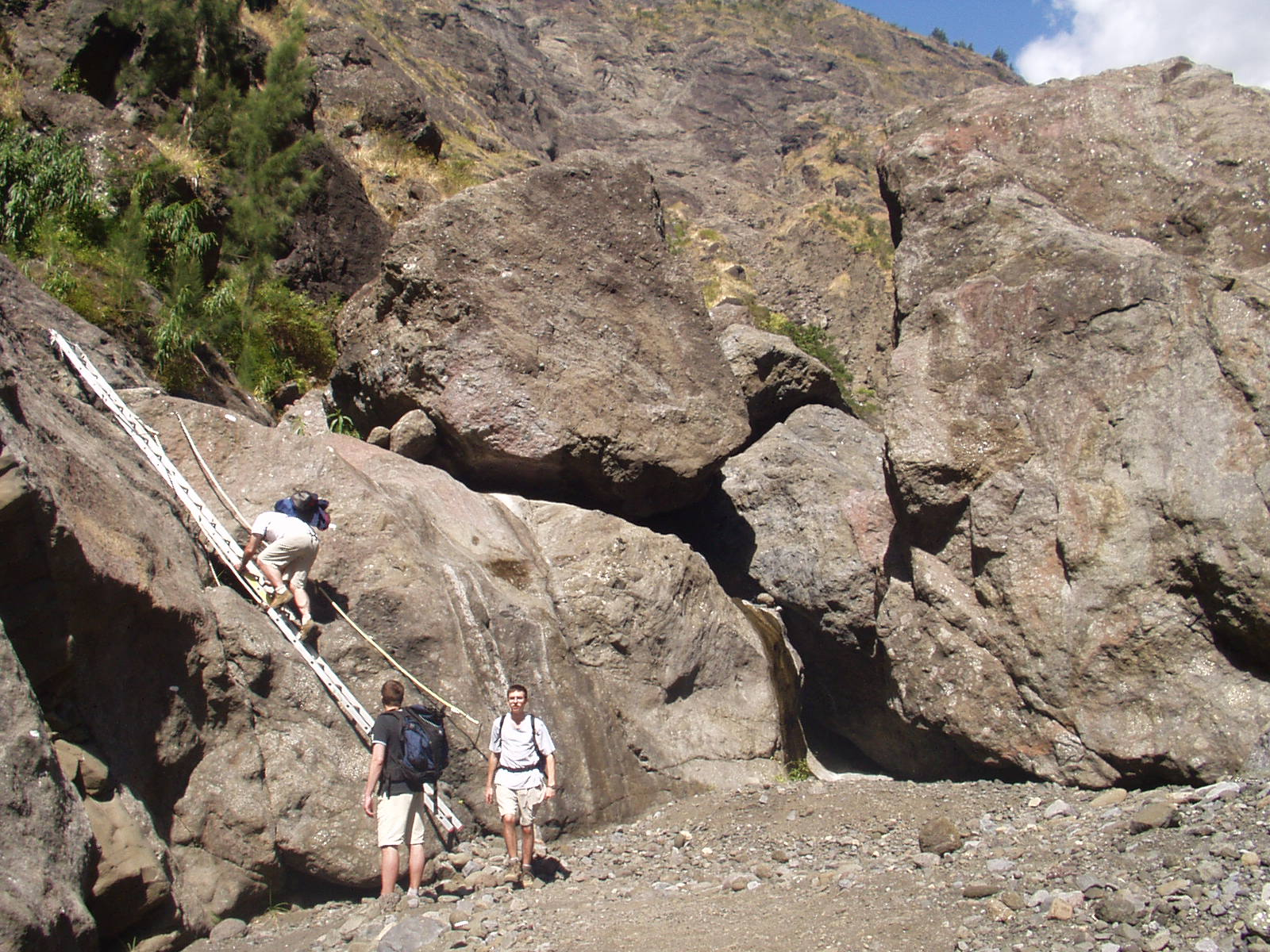
Une échelle installée sur un sentier de Mafate.

### Sentiers

#### Les principaux sentiers

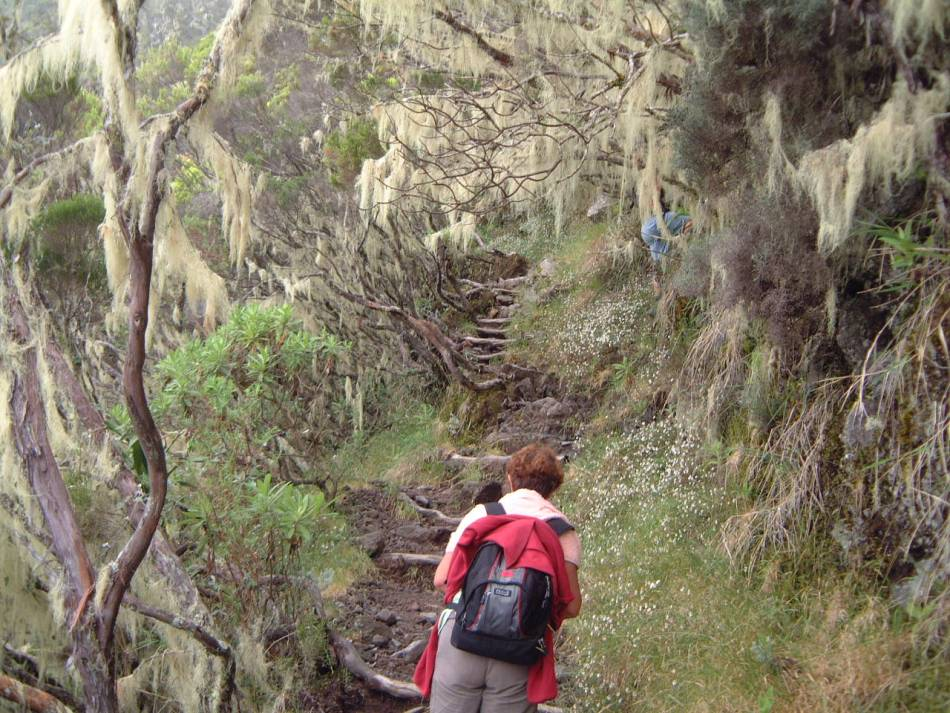
Marcheuse progressant vers le gîte de la Caverne Dufour via un sentier de grande randonnée colonisé par la barbe de Jupiter.

Durant la première moitié des années 2000, il y avait à La Réunion un réseau balisé de 1 000 kilomètres de sentiers pour la randonnée pédestre, de 100 kilomètres pour la randonnée équestre et de 1 500 kilomètres pour la randonnée à VTT.
Les principaux sentiers de La Réunion sont :
- Le sentier Augustave
- Le sentier Bayonne
- Le chemin Crémont
- Le sentier Dassy
- Le sentier du cratère Dolomieu
- Le GR R1
- Le GR R2
- Le GR R3
- Le sentier Jacky Inard
- Le sentier Kapor
- Le sentier littoral Nord
- Le sentier botanique de Mare Longue
- Le sentier Mercure
- La canalisation des Orangers
- Le sentier du Piton des Neiges
- Le sentier botanique de La Providence
- Le sentier Rivals
- Le sentier Scout
- Le sentier du Tremblet

##### Sentiers privés
Un certain nombre de sentiers privés sont ouverts à la randonnée. Situés au cœur du Parc National de La Réunion, ils recèlent de trésors faunistiques indigènes et endémiques protégés. C'est par exemple le cas à la forêt Dugain, dans le nord-est de la Réunion. Le sentier se parcourt avec un guide spécialisé en botanique.

#### Balisage

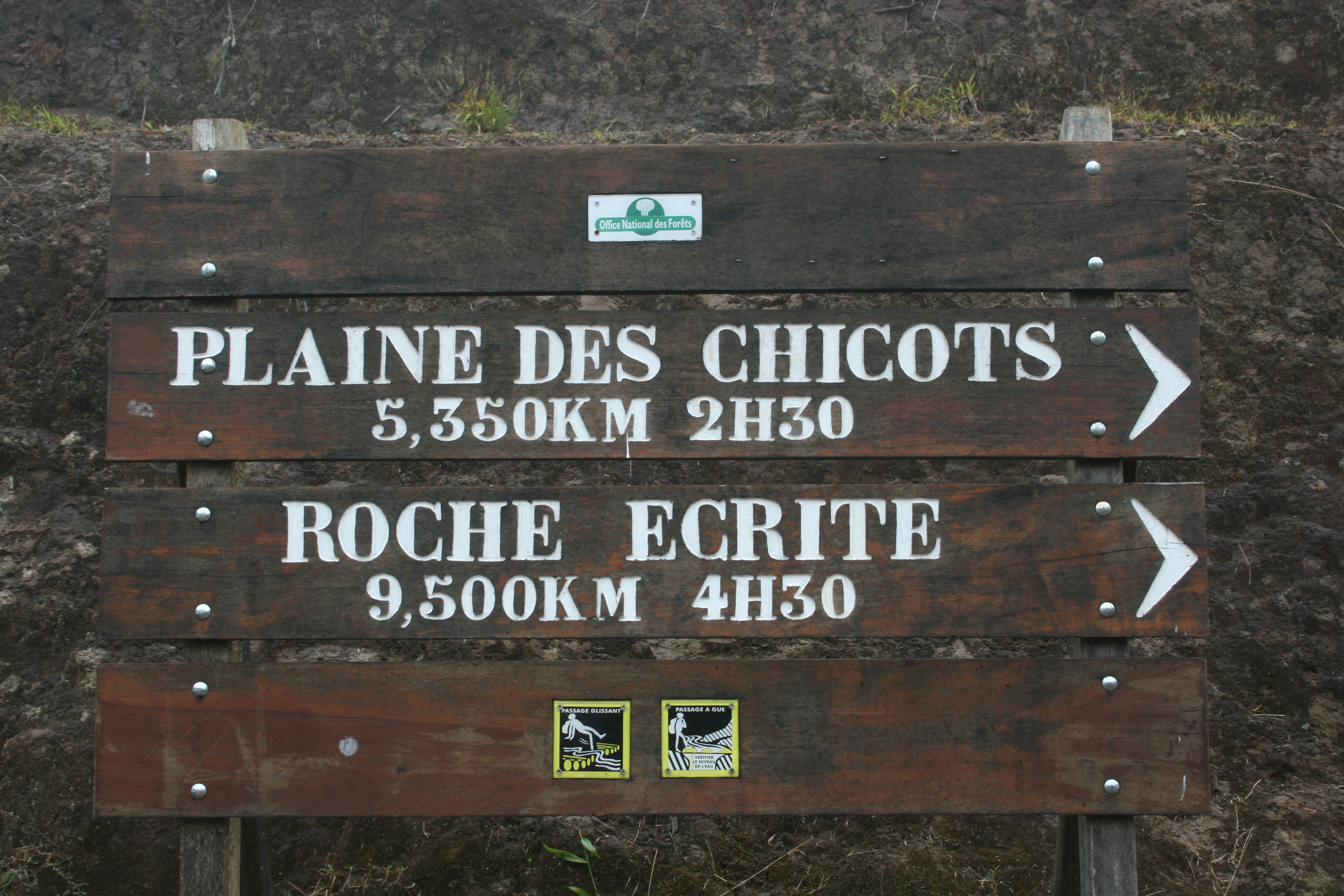
Le balisage au départ du sentier de randonnée de la Plaine des Chicots.

#### Guides et clubs
Selon la Mission de création du Parc national de La Réunion, on compterait une quarantaine de clubs et onze structures professionnelles consacrées à la randonnée pédestre à La Réunion. La rédaction de 2512 recense quant à elle un nombre d'acteurs un peu plus important : il y aurait sur le marché au moins quarante-six associations et dix-neuf entreprises, pour l'essentiel des sociétés à responsabilité limitée. D'après le magazine, ce sont là « des chiffres élevés qui laissent présager d'une vive concurrence à l'échelle régionale ».
Le titre de presse relève néanmoins que des effets de seuil entrent en jeu. Ainsi, au moins sept structures sont contraintes de réclamer un nombre minimum de participants, et elles sont quatre à exiger plus de trois inscrits pour certaines ou toutes leurs sorties, celles-ci s'aliénant d'office tous ceux qui randonnent seuls ou en couple. « Ces limitations sont paradoxales car les personnes isolées sont généralement celles qui ont le plus besoin d'un guide, ou en tout cas d'une compagnie ». Ce paradoxe n'est qu'apparent, car l'enquête révèle que l'accompagnement d'une journée coûte une moyenne de cinquante euros pour une personne sans forcément exclure le repas. Or, « à ce tarif, le revenu des guides n'atteint pas le Smic horaire. C'est pour cela qu'ils découragent les sorties en couple ou en petit groupe : ils ne gagnent leur vie qu'à partir d'un certain nombre de clients simultanés. Cela ne les empêche pas pour autant de pratiquer des tarifs dégressifs avec la durée. Ainsi, alors que la demi-journée coûte une moyenne de trente-cinq euros, les deux jours sont facturés environ 111 euros, les trois jours 201 et les cinq jours 318.

### Impacts environnementaux

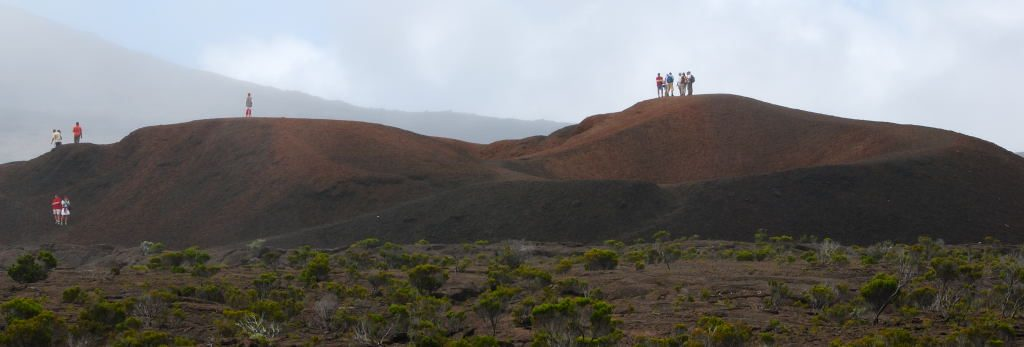
Des randonneurs sur le Formica Leo, un cône volcanique fortement érodé du fait de sa fréquentation touristique.

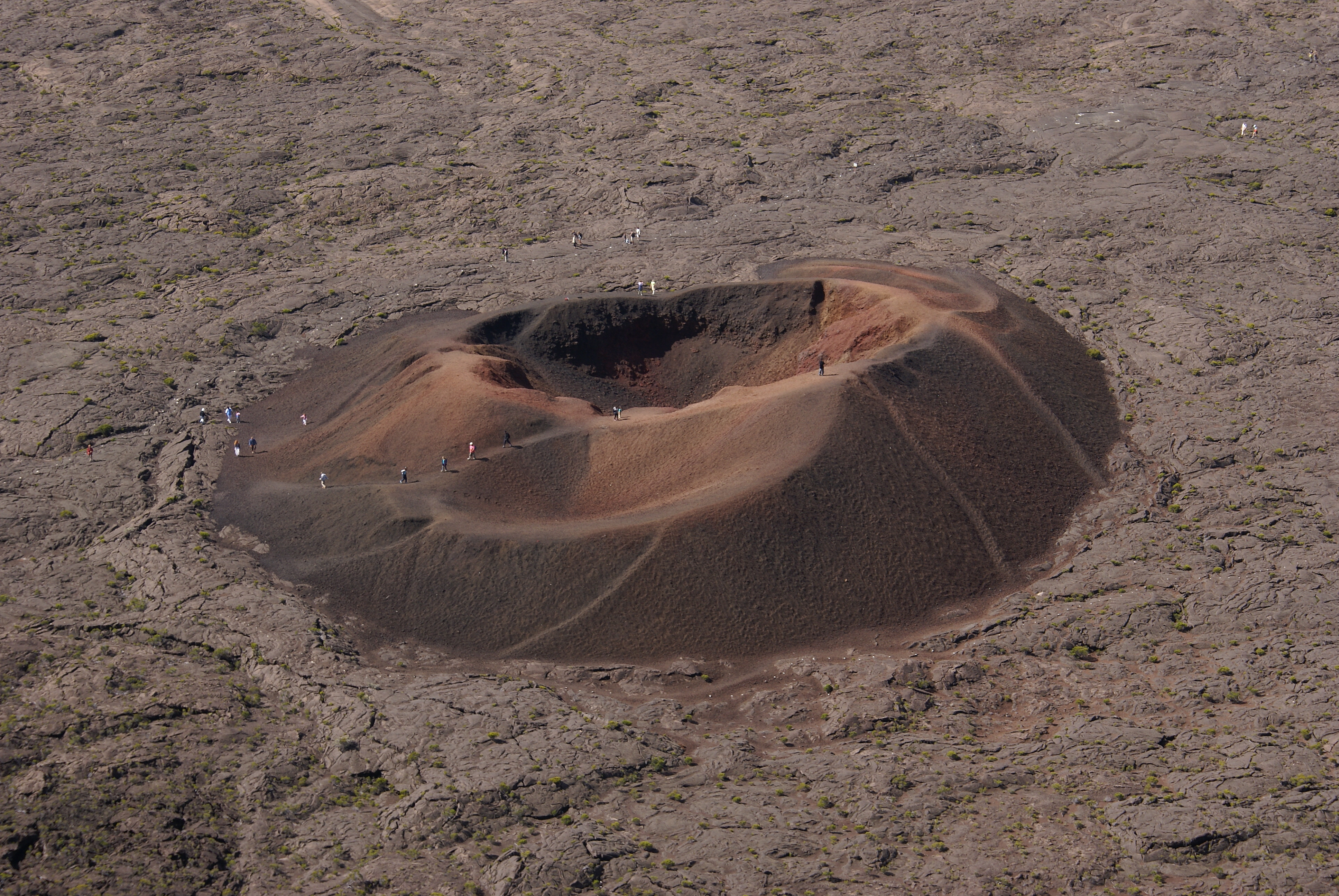
Idem.

### Hébergements

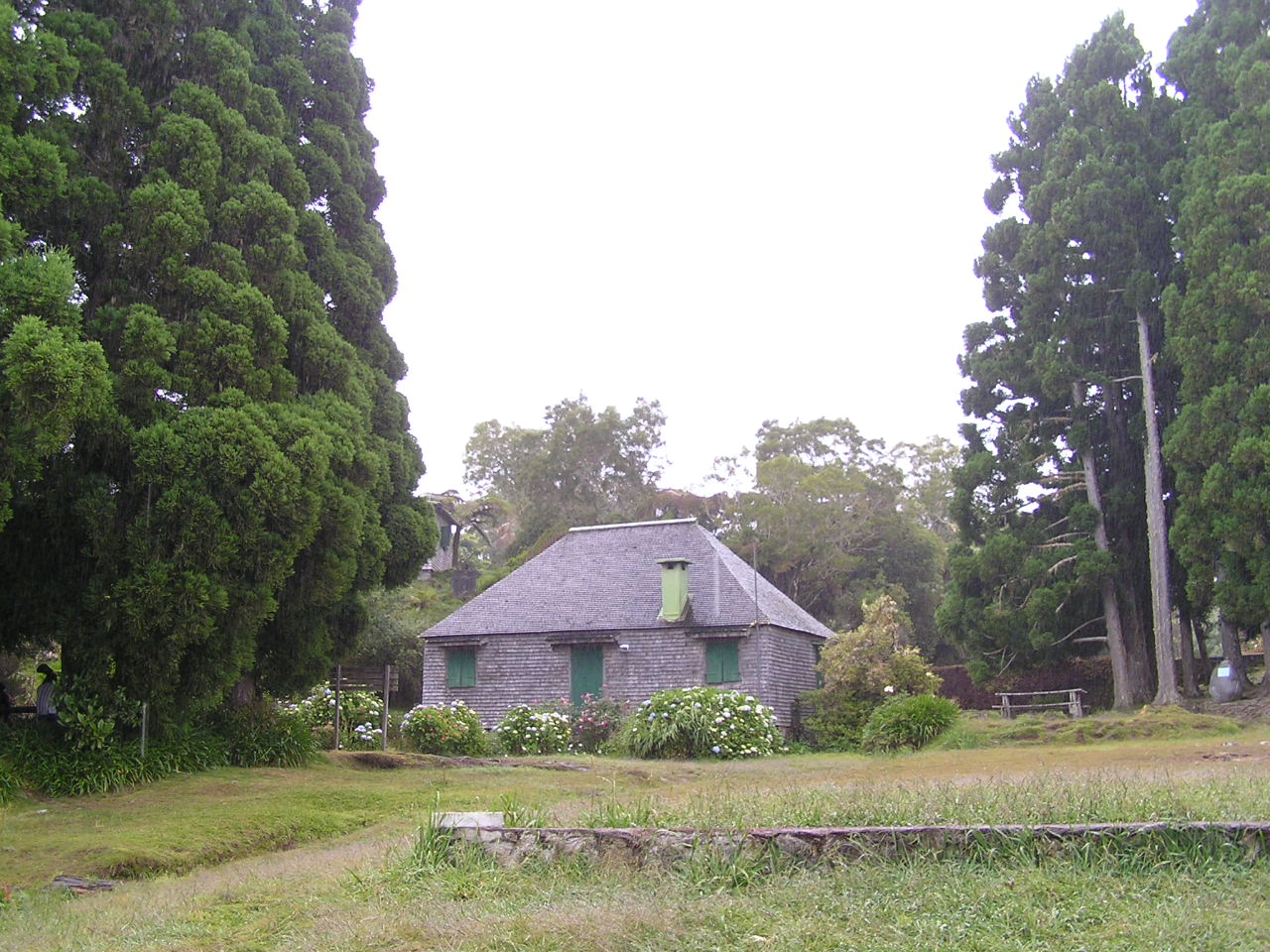
Le gîte de la forêt de Bélouve.

| Gîte                     | J    | F    | M    | A    | M    | J    | J    | A    | S    | O    | N    | D    | Total |
| ------------------------ | ---- | ---- | ---- | ---- | ---- | ---- | ---- | ---- | ---- | ---- | ---- | ---- | ----- |
| Gîte du Volcan           | 843  | 530  | 758  | 1283 | 1092 | 636  | 1214 | 1540 | 1048 | 1560 | 1605 | 1039 | 13148 |
| Gîte du Piton des Neiges | 568  | 335  | 507  | 838  | 874  | 704  | 1024 | 1134 | 967  | 1132 | 1105 | 773  | 9961  |
| Gîte de La Nouvelle      | 0    | 0    | 257  | 429  | 519  | 262  | 693  | 994  | 505  | 792  | 836  | 432  | 5719  |
| Gîte de Bélouve          | 186  | 99   | 341  | 432  | 514  | 296  | 584  | 885  | 454  | 724  | 739  | 380  | 5634  |
| Gîte de Marla            | 319  | 157  | 242  | 442  | 463  | 281  | 493  | 632  | 464  | 596  | 560  | 313  | 4962  |
| Gîte de la Roche Écrite  | 165  | 123  | 264  | 383  | 445  | 380  | 484  | 838  | 278  | 473  | 445  | 220  | 4498  |
| Gîte de Roche Plate      | 121  | 57   | 186  | 403  | 403  | 206  | 467  | 600  | 368  | 585  | 519  | 255  | 4170  |
| Gîte de Grand Place      | 93   | 69   | 160  | 257  | 223  | 157  | 328  | 441  | 217  | 368  | 375  | 250  | 2938  |
| Gîte d'Îlet à Bourse     | 63   | 37   | 66   | 195  | 201  | 97   | 245  | 304  | 198  | 293  | 305  | 109  | 2113  |
| Gîte de Basse Vallée     | 141  | 121  | 107  | 84   | 229  | 94   | 144  | 282  | 72   | 229  | 256  | 64   | 1823  |
| Gîte de Roche Plate      | 57   | 19   | 9    | 156  | 254  | 44   | 183  | 488  | 91   | 196  | 229  | 53   | 1779  |
| Total                    | 2556 | 1547 | 2897 | 4902 | 5217 | 3157 | 5859 | 8138 | 4662 | 6948 | 6974 | 3888 | 56745 |

## Impact

### Impacts économiques

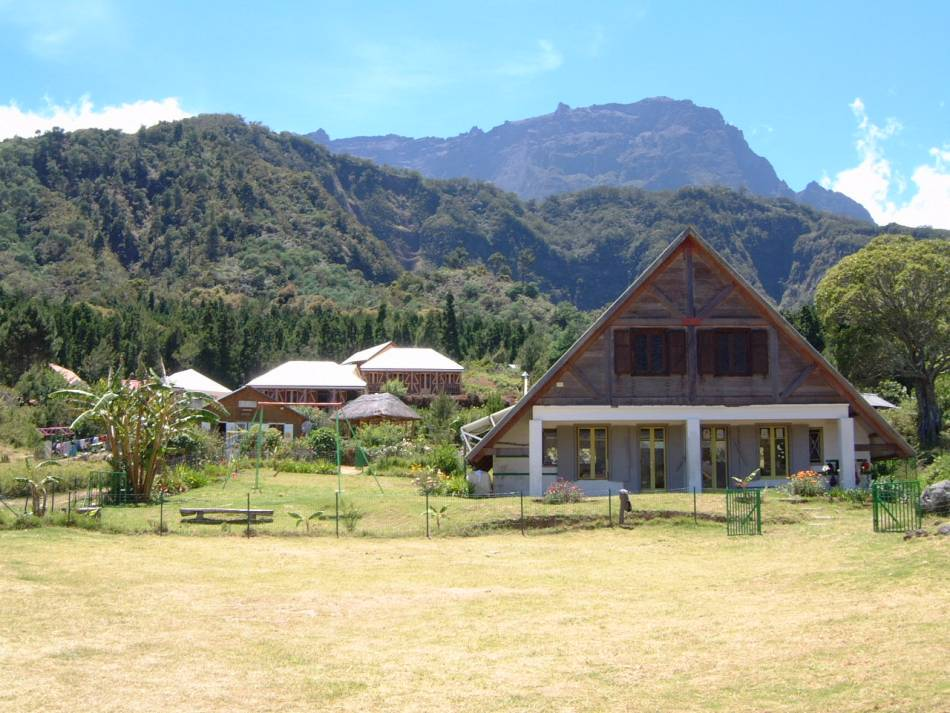
Un gîte dans le cirque naturel isolé de Mafate.

Olivier Bessy et Olivier Naria estiment que les retombées directes de la randonnée pédestre sont nettement moins importantes, à La Réunion, que le parapente, la randonnée équestre, la plongée et le canyoning, qui sont des pratiques nécessitant un encadrement et qui génèrent ensemble un chiffre d'affaires de sept millions d'euros. La randonnée pédestre, le surf, la voile, le VTT et le canoë-kayak ne génèrent ensemble que trois millions d'euros.
Olivier Bessy et Olivier Naria soulignent le poids des cotisations sociales, l'existence de l'activité « marron » génératrice de concurrence déloyale, puis la difficulté d'obtenir des subventions hormis au lancement de l'activité, ainsi que la fragilité des structures, qui n'ont souvent qu'un seul employé et qu'une faible marge bénéficiaire. Tout ceci aurait des conséquences négatives en matière d'embauche. De même, selon les deux auteurs, « le manque de professionnalisme de nombreuses entreprises dans la conception, l'organisation et la communication de l'offre proposée provoque un décalage avec la demande et génère des manques à gagner importants sur le plan financier ».
De plus, ils soulignent une « volonté politique timide affichée par les collectivités territoriales responsables en matière de développement des sports nature », laquelle serait d'ailleurs bien « visible dans l'absence souvent constatée de réelle politique de tourisme sportif, dans le recrutement insuffisant de personnels compétents, dans l'inégalité des subventions entre sports traditionnels et sports nature, dans la carence en matière de conception et d'entretien d'aménagements appropriés ainsi que dans l'aide aux évènements sportifs concernés. » « L'absence de culture en matière de sports nature chez de nombreux élus, les représentations et croyances erronées qu'ils en ont, la méconnaissance du profil sociologique des pratiquants, ainsi que le poids de l'imaginaire du risque et de l'insécurité associé à ces sports sont autant de facteurs explicatifs ».
Néanmoins, sur le marché des loisirs sportifs extérieurs, « la randonnée pédestre est de loin l'activité la plus rentable en raison de son volume de pratiquants qui fait travailler indirectement de nombreux prestataires et génère 450 emplois environ ».